# 또 다른 결승전
《또 다른 결승전》(영어: The Other Final)은 네덜란드의 광고 대행사인 케설스크라머르의 요한 크라머르가 감독을 맡은 2003년 다큐멘터리 영화이다. 이 경기는 일본 요코하마에서 열린 독일과 브라질의 2002년 FIFA 월드컵 결승전과 같은 날인 2002년 6월 30일에 부탄 팀부에 위치한 창리미탕 스타디움에서 열렸다.
부탄은 이 경기에서 몬트세랫에 4-0으로 승리했는데 이는 부탄 축구 국가대표팀의 사상 첫 승리이자 역대 최초로 무실점을 기록한 경기이기도 했다. 국제축구연맹(FIFA)의 공식 승인을 받은 이 친선 경기에서 부탄은 FIFA 랭킹 최하위에서 2계단 밖으로 밀려났고 몬트세랫은 최하위를 유지했다. 잉글랜드의 스티브 베넷이 심판을 맡았다.

## 배경
2002년 FIFA 월드컵 결승전과 같은 날에 열린 이 "대안 결승전"은 당시 FIFA 랭킹이 가장 낮은 두 팀인 부탄과 몬트세랫이 참가했습니다. 이 프로젝트는 축구가 궁극적인 성공에만 초점을 맞출 필요가 없다는 것을 강조하고 더 많은 관중들에게 전달하기 위해 케설스크라머르에 의해 구상되고 촬영되었습니다. 대신 모든 국경을 넘나드는 스포츠인 축구는 사람들을 친교와 우정으로 하나로 모으는 수단으로 더 간단하게 볼 수 있습니다. — 해당 다큐멘터리의 목적에 대한 케설스크라머르의 성명.

몬트세랫은 2002년에 FIFA 랭킹에서 최하위를 기록했다. 부탄은 최하위에서 2계단을 차지했다. 1982년에 처음 참가한 부탄은 공식 경기에서 승리한 적이 없었다(티베트와의 경기에서 1승을 기록하기는 했으나 FIFA 회원국이 아니기 때문에 공식 경기로 인정되지 않는다). 또한 부탄은 2000년 2월 14일에 쿠웨이트 쿠웨이트시티에서 열린 쿠웨이트와의 2000년 AFC 아시안컵 예선 경기에서 0-20 패배를 기록했는데 당시 세계 축구 국가대표팀 경기 간의 경기에서 나온 최다 점수차 기록이기도 했다. 반면에 1950년에 데뷔한 몬트세랫은 1995년 카리브컵에서 앵귈라를 상대로 2승을 거두는 데에 그쳤다. 또한 재정적인 제약, 1980년대와 1990년대에 열린 축구 경기의 인기 부진이 부탄의 축구 국가대표팀 발전에 영향을 미쳤고 부탄의 축구 기반 시설 수준이 낮았기 때문에 FIFA 월드컵 본선 진출을 시도할 수 없었다.
몬트세랫은 수프리에르힐스 화산이 폭발하여 섬에 광범위한 파괴를 일으켰을 때 그들 자신의 매우 중대한 불행을 겪었다. 지진학 활동은 1897-1898년, 1933-1937년, 그리고 1966-1967년에 일어났지만 1995년 7월 18일에 시작된 몬트세랫에서의 폭발은 16세기 이후 처음이었다. 화산쇄설류와 진흙 유출이 정기적으로 발생하기 시작하자 수도인 플리머스는 파괴되었고 1주일 뒤에 화산쇄설류가 도시를 수 미터의 잔해 속에 묻어두었다. 영국 해군 함정 HMS 리버풀은 몬트세랫의 주민들을 앤티가 바부다를 비롯한 다른 섬으로 대피시키는 데 큰 역할을 했다. 전체 인구의 2/3에 해당하는 약 7,000명이 몬트세랫에서 도망쳤고 그 중 4,000명은 영국 본토로 이주했다. 이러한 비극적인 사건들은 몬트세랫의 축구에 큰 영향을 미쳤으며 팀은 4년 동안 전혀 경기에 참가하지 않았다. 몬트세랫에서 일어난 화산 폭발은 섬 전체의 절반을 사람이 살 수 없도록 만들었을 뿐만 아니라 국제적인 기준에 부합하는 유일한 축구 경기장을 파괴시켰다. 이 때문에 몬트세랫은 국제 축구계에서 돌아온 이후에 몬트세랫 밖에서 모든 경기를 치러야 했다.
이와 동시에 네덜란드가 대한민국과 일본에서 공동 개최된 2002년 FIFA 월드컵 본선 진출에 실패하자 네덜란드의 광고 대행사에서 근무하던 동료인 요한 크라머르와 마테이스 더 용은 응원할 만한 홈 팀이 없는 상황에서 세계 최악의 국가대표팀이 누구일지에 대해 숙고하였다. (더 용: "그것은 공식적인 버전이지만 그 이면의 진짜 이야기는 내가 있었다는 것입니다. 저는 2000년과 2001년에 부탄을 여행하면서 그 나라에 매료되었고 그것을 공유하고 싶었습니다.") 부탄과 몬트세랫이 FIFA 랭킹 하위권에 있는 상황에서 그들은 두 나라의 경기를 준비하기 시작했다. 그 경기는 상상만큼 쉽게 진행되지 않았다. 첫째, 이 경기는 일반적인 국제 경기 기간 동안에 관련 축구 연맹이 아닌 개인들에 의해 개최되었다. 양측은 초반에 이 아이디어가 비현실적이라고 생각했고 양 연맹 관계자들은 경기의 초기 제안이 단지 농담에 불과하다고 생각했고 서로의 국가에 대한 지식이 거의 없었다. 크라머르는 몬트세랫이 친선 경기에 기꺼이 동의하고 부탄까지 여행할 것이라고 생각했다고 말했다. 왜냐하면 그들의 정부는 경기의 홍보가 적어도 최근 섬에서 발생한 심각한 화산 폭발에 대한 우울한 보도를 상쇄할 것이라고 생각했기 때문이다.
부탄 축구 국가대표팀은 원래 대한민국의 강병찬이 감독을 맡았으나 2002년 5월에 암으로 사망했다. 네덜란드의 아리 스한스 감독은 경기가 열리기 3주 전에 부탄으로 날아가 임시로 팀을 맡았고 경기를 준비하기 위해 팀과 매일 4시간의 훈련을 했다. 부탄 축구 연맹은 승리보다 참가에 집중하는 것이 더 중요하다며 승리의 중요성을 경시했지만 경기 전에 부탄의 수도인 팀부에서는 상당한 기대가 있었다. 그러나 부탄의 베테랑 공격수였던 디네시 체트리는 부탄이 최소 2골 차로 승리할 것이라고 말한 반면 몬트세랫의 미드필더였던 앤트완 레이크윌릭스는 몬트세랫이 3-0으로 승리할 것이라고 생각했다.

## 경기 결과
| 부탄                                           | 4-0 | 몬트세랫 |
| ---------------------------------------------- | --- | -------- |
| 왕가이 도르지 4′, 67′, 78′ · 디네시 체트리 76′ |     |          |

경기는 몬트세랫의 강하고 빠른 공격으로 시작되었고 부탄은 초기 교환에서 어려움을 겪었다. 그러나 경기 시작 5분 만에 왕가이 도르지가 헤딩 슛으로 부탄의 선제골을 만들면서 초반의 신경을 안정시켰다. 이에 고무된 부탄 선수들은 추진력을 얻었지만 마무리가 부족했고 몇 번의 기회를 만들어내지 못했다.
전반전은 부탄이 1-0으로 앞선 상태에서 끝났는데 몬트세랫은 후반전에 부탄을 저지할 수 있었다. 그러다가 후반전 22분에 스티브 베넷 주심이 부탄의 프리킥을 선언했고 도르지가 나서서 2번째 골을 넣었다. 그러한 기세를 이어받은 부탄의 베테랑 공격수인 디네시 체트리는 후반전 31분에 부탄의 3번째 골을 만들었다. 도르지는 후반전 33분에 몬트세랫 선수들이 빠르게 지친 상황을 이용해 해트트릭을 완성해 부탄의 결정적인 4-0 승리를 이끌었다. 또한 부탄은 사상 처음으로 무실점 기록을 세웠다. 비록 신체적인 높이의 이점이 있더라도 몬트세랫은 7,500m에 달하는 부탄의 높은 고도에서 산소가 부족한 팀으로서 어려움을 겪으며 오랫동안 많은 싸움을 할 수 없을 것 같았다. 사실 몬트세랫은 부탄의 골문을 거의 괴롭히지 않았고 오직 하나의 슛만 가지고 있었다. 블라디미르 패럴이 부탄의 골키퍼를 향해 직사포를 날린 것은 주목할 만한 슛이었다.
경기장에 모인 15,000명의 관중들이 부탄의 불교 전통을 보여주기 위해 고안된 1시간 동안의 춤 프로그램에 이어 열린 그 경기를 관람했다. 또한 부탄과 몬트세랫 선수들은 경기가 끝난 이후에 축구를 통한 우정을 찬미하고 모두가 승자라는 의미로 절반씩 잘린 트로피를 나눠 가졌다.

## 수상
《또 다른 결승전》은 2개의 상을 수상했다.
- 2003년 아비뇽 영화제 다큐멘터리 부문
- 2003년 버뮤다 국제 영화제 다큐멘터리 특별 부문

## 스틸 사진 및 사진첩
네덜란드의 사진 작가인 한스 판 데르 메이르는 케설스크라머르와 함께 부탄에서의 경기 준비 상황과 경기 자체를 촬영했다. 이 사진들은 《부탄-몬트세랫: 또 다른 결승전》(Bhutan–Montserrat: The Other Final)이라는 사진첩에 모아졌다.

### 내용주
1. ↑  Hans van der Meer, Bhutan–Montserrat: The Other Final ([Amsterdam]: De Verbeelding, 2002; ISBN 90-74159-55-9). Text by Chris Barrett. (영어, 종카어)

### 참고주
1. ↑  “-월드컵- 폐막일 부탄에서 최하위팀끼리 격돌”. 2002년 6월 15일. 2022년 11월 24일에 확인함.
2. ↑  “KesselsKramer – The Other Final”. 《KesselsKramer》 (영어). KesselsKramer. 2021년 12월 5일에 확인함.
3. 1 2  “World Football Elo Ratings: Bhutan”. 《eloratings.net》 (영어). World Football Elo Ratingsand Advanced Satellite Consulting. 2014년 7월 29일에 확인함.
4. ↑  “<월드컵> 결승 2시간전 부탄서 `꼴찌싸움'”. 《연합뉴스》. 2002년 6월 28일. 2022년 11월 24일에 확인함.
5. 1 2  “World Football Elo Ratings: Montserrat”. 《eloratings.net》 (영어). World Football Elo Ratings and Advanced Satellite Consulting. 2014년 7월 29일에 확인함.
6. ↑  Acharya, Gopilal (2002년 12월 16일). “The sports scene in Bhutan: what is wrong?”. 《kuenselonline.com》 (영어) (Kuensel). 2014년 8월 8일에 원본 문서에서 보존된 문서. 2014년 8월 4일에 확인함.
7. ↑  Srivastava, Ayush (2013년 8월 31일). “SAFF Championship 2013: Team Profile – Bhutan”. 《sports.yahoo.com》 (영어). Yahoo. 2014년 8월 12일에 원본 문서에서 보존된 문서. 2014년 8월 2일에 확인함.
8. ↑  “Soufrière Hills”. 《Global Volcanism Program》 (영어). 스미스소니언 협회.
9. ↑  “Politics '97 - Montserrat Chief Minister Resigns As People Reject Aid Offer”. 《BBC》 (영어). 2020년 9월 29일에 확인함.
10. ↑  “Montserrat evacuation remembered”. 《BBC》 (영어). 2005년 9월 12일. 2010년 11월 19일에 확인함.
11. 1 2  Nesselson, Lisa (2003년 8월 26일). “Review: ‘The Other Final’”. 《variety.com》 (영어). Penske Business Media. 2014년 7월 29일에 확인함.
12. 1 2  Urquhart, Robert (2016년 11월). “Football on the roof of the world”. 《Works that Work》 (영어). 8권. 2021년 12월 4일에 확인함.
13. 1 2 3 4 5  Wangdi, Kencho (2002년 6월 27일). “Anxious wait for the "other final" over”. 《kuenselonline.com》 (영어). Kuensel. 2014년 8월 6일에 원본 문서에서 보존된 문서. 2014년 8월 2일에 확인함.
14. ↑  “The Global Game: The Other Final – Interview with Johan Kramer”. 《theglobalgame.com》 (영어). JZ Editing & Publishing. 2004년 6월 2일. 2013년 12월 10일에 원본 문서에서 보존된 문서. 2014년 8월 2일에 확인함.
15. ↑  “<부탄축구 '제2의 강병찬 모십니다'>”. 《연합뉴스》. 2006년 10월 16일. 2022년 11월 24일에 확인함.
16. ↑  Wangdi, Kencho (2002년 6월 17일). “Bhutan prepares to meet Montserrat”. 《kuenselonline.com》 (영어). Kuensel. 2014년 8월 6일에 원본 문서에서 보존된 문서. 2014년 8월 2일에 확인함.
17. 1 2 3 4  Reuters (2002년 6월 30일). “Bhutan victorious in 'other final'”. 《cnn.com》. 2014년 8월 2일에 확인함.
18. 1 2 3 4 5  Wangdi, Kencho (2002년 6월 28일). “World Cup 2002: The other final – Bhutan met Montserrat”. 《raonline.ch》 (영어). RA Online / Kuensel. 2014년 7월 23일에 확인함.
19. ↑  “<월드컵> 꼴찌 결정전, 부탄이 몬세라트에 승리”. 《연합뉴스》. 2002년 6월 30일. 2022년 11월 24일에 확인함.
20. ↑  “The Other Final Book”. 《KesselsKramer Publishing》 (영어). KesselsKramer. 2021년 12월 5일에 확인함.
21. ↑  “World Cup 2010: Hans van der Meer's Dutch dreams on European Fields at Crane Kalman”. 《Culture24》. Culture24. 2010년 7월 6일. 2021년 12월 4일에 확인함.
22. ↑  Schoonhoven, Han (2008년 12월). “Hans van der Meer”. 《Fotolexicon》 (Centre for Digital Scholarship, Leiden University) 40. 2021년 12월 4일에 확인함.